# حسن تاج‌بخش
حسن تاجبخش، (زادهٔ ۱۳۱۶ در تهران) دامپزشک ایرانی و استاد ممتاز دانشگاه تهران و عضو پیوستهٔ فرهنگستان علوم جمهوری اسلامی و از برگزیدگان دورهٔ نخست چهره‌های ماندگار (سال ۱۳۸۰) در رشتهٔ دامپزشکی است. او متخصص رشته‌های دامپزشکی، میکرب‌شناسی و ایمنی‌شناسی است.

## زندگی
حسن تاج‌بخش در سال ۱۳۱۶ در تهران متولد شد. دوره تحصیلات متوسطه را در مدرسه مروی تهران گذارند و در سال ۱۳۳۵ در دانشکده دامپزشکی تهران پذیرفته شد. پس از فارغ‌التحصیلی در سال ۱۳۴۰، برای گذراندن دوره‌های تخصصی میکرب‌شناسی و ایمنی‌شناسی به فرانسه رفت. او مدتی را در انستیتوهای شهرهای لیون و پاریس در زمینه باکتری‌های بی‌هوازی و میکرب‌شناسی مشغول به تحقیقات و مطالعه شد. او همچنین دوره انستیتو تحقیقاتی بیماری‌های گرمسیری را در فرانسه گذارند و در سال ۱۳۴۶ به ایران برگشت. تاج‌بخش در بازگشت به عنوان استادیار گروه میکرب‌شناسی دانشکده دامپزشکی مشغول به‌کار شد و در سال ۱۳۴۹ دانشیار گردید. در سال ۱۳۵۳ به دعوت دانشگاه بریستول انگلستان به مدت یک سال در دانشکده دامپزشکی آن کشور به تحقیق و پژوهش پرداخت که نتیجه آن دو مقاله دربارهٔ تهیه واکسن مؤثر بر ضد سالمونلا دابلین است. او در سال ۱۳۵۵ به عنوان استاد ممتاز میکرب‌شناسی دانشگاه تهران گردید. تاج‌بخش در طی سال‌های فعالیت علمی‌اش عضو پیوسته فرهنگستان علوم و مدیر گروه میکرب‌شناسی و بیماری‌های واگیر دانشکده دامپزشکی بوده‌است. او در سال ۱۳۸۰ به عنوان چهره ماندگار رشته دامپزشکی برگزیده شد.

## آثار
حسن تاج‌بخش چندین کتاب را تألیف نموده‌است که از میان این کتاب‌ها سه کتاب «تاریخ بیمارستان‌های ایران (از آغاز تا عصر حاضر)»، تصحیح «الاغراض الطبیه و المباحث العلائیه» اثر سید اسماعیل جرجانی و «تاریخ دامپزشکی و پزشکی ایران» از کتاب‌های مرجع و دایرة المعارف گونه هستند که تاج‌بخش در آنها نگاهی تمدنی به آثار علمی ـ فرهنگی دانشمندان ایرانی در زمینه‌های پزشکی، داروسازی و دامپزشکی داشته‌است.
- اصول ایمنی‌شناسی پزشکی (۱۳۵۳). تألیف گاستن-لوئی داگه، ترجمهٔ حسن تاج‌بخش، تهران: انتشارات دانشگاه تهران.
- بیماری‌شناسی عمومی (۱۳۴۸). تألیف دکتر حسن تاجبخش، تهران: انتشارات دانشگاه تهران.
- ژنتیک باکتریها (۱۳۷۵). تألیف دکتر حسن تاجبخش، تهران: انتشارات دانشگاه تهران.
- ایمنی‌شناسی بنیادی (۱۳۷۲). تألیف دکتر حسن تاجبخش، تهران: انتشارات دانشگاه تهران.
- باکتری‌شناسی عمومی (۱۳۹۴). تألیف دکتر حسن تاجبخش، تهران: انتشارات دانشگاه تهران.
- تاریخ دامپزشکی و پزشکی ایران (۱۳۹۳). تألیف دکتر حسن تاجبخش، تهران: انتشارات دانشگاه تهران.
- الاغراض الطبیه و المباحث العلائیه، سیداسماعیل جرجانی (۱۳۸۸). تصحیح و تحقیق دکتر حسن تاجبخش، تهران: انتشارات دانشگاه تهران.
- ذخیرهٔ خوارزمشاهی، سید اسماعیل جرجانی (۱۳۹۰). مقدمه بر چاپ نسخه برگردان از حسن تاجبخش، تهران: انتشارات امیرکبیر.
- تاریخ بیمارستان‌های ایران (از آغاز تا عصر حاضر) (۱۳۷۹). تألیف دکتر حسن تاجبخش، تهران: پژوهشگاه علوم انسانی و مطالعات فرهنگی.[۴][۵]
- پرورش و بیماری‌های حیوانات آزمایشگاهی (۱۳۵۱). تألیف دکتر حسن تاج‌بخش و دکتر محمد ستاری، دانشگاه تهران.